# 内務省 (インド)
内務省（ないむしょう、英語: Ministry of Home Affairs、MHA）は、インドの行政機関。内政を担当する省として、主に治安維持や国内警察を所管する。内務省の長は内務大臣である。
内務省は、インド警察職（IPS）、DANIPS（Delhi, Andaman and Nicobar Islands Police Service）、DANICS（Delhi, Andaman and Nicobar Islands Civil Service）の幹部の監督当局である。第一警察局（Police-I division）は、IPSの幹部統制当局である。他方、連邦直轄領局（Union Territories Division）は、DANIPS及びDANICS、並びにアルナーチャル・プラデーシュ州、ゴア州、ミゾラム州、連邦直轄領（AGMUT）に置かれた全インド公務職（IAS）幹部を所管する部局である。

## 組織

### 庁
内務省は、州の憲法上の権利を侵害することなく安全と平和と調和を維持するために、人員と財政支援、指導と専門知識を州政府に与えている。
内務省には以下のような庁がある
。

#### 国境管理庁
国境の管理を所管する。

#### 内部安全庁
警察、取り締まり、社会復帰を所管する。

#### ジャンムー・カシミール庁
ジャンムー・カシミール州に関する憲法の規定及び外務省が所管するものを除く同州に関する事項を所管する。

#### 内務庁
大統領及び副大統領の就任の通知、首相その他の大臣の就任の通知を所管する。

#### 公用語庁
公用語に関する憲法の規定及び1963年公用語法の規定の実施を所管する。

#### 州関係庁
中央と州の関係、州間の関係、連邦直轄領、自由の闘士の年金を所管する。

### 局
専門的な庁に分割されておらず、内務省自体に設置された局が存在する。

#### 行政局
あらゆる管理及び警戒に関する事項、省内の局間の業務の分配、2005年情報権利法（Right to Information Act, 2005）に基づく情報提供の遵守状況の監視、命令の優先順位、Padma Award）、Gallantry Awards、Jeevan Raksha Padak Awards、国旗、国家、国章、Secretariat Security Organisationに関する事項を所管する。

#### 国境管理局
国境管理のための行政、外交、安全、諜報、法律、取締、経済に関係する国の機関に関する事項、国境の道路、柵、投光照明の設置、国境地域の開発計画、多目的国家IDカードのパイロットプロジェクト、及び沿岸警備を所管する。
Coastal Security.

#### 中央・州局
州知事の任命、新しい州の創設、ラージヤ・サバーやローク・サバーへの指名、州境問題、州の犯罪状況の監督、犯罪に関する大統領令の執行や仕事、犯罪追跡ネットワークシステムなど、憲法に規定された仕事を含む中央と州の関係を所管する。

#### 調整局
省内の仕事の調整、立法事項、公的苦情、省の年次報告の公表、保存期間の記録、省の年次行動計画、省の分類された記録及び未分類の記録の保管、省内研修、指定カーストと指定部族及び障害者の報告の供給を所管する。

#### 災害管理局
自然災害や人的災害（干ばつや伝染病を除く）への対応、救援、支援を所管する。また、立法、政策、能力強化、予防、鎮静、長期の復興も所管する。

#### 財政局
統合財政制度の下で、省の予算の策定、運営、管理を所管する。

#### 外国人局
査証、移民、市民権、海外市民権、外国からの寄付やもてなしの受け入れに関係する全ての事項を所管する。

#### 自由の闘士及び社会復帰局
自由の闘士の年金制度と旧東西パキスタンからの移民の社会復帰制度、スリランカとチベット難民の救済対策を所管する。また、敵国人財産と疎開者財産に関する仕事も所管する。

#### 人権局
人権擁護法に関する事項及び国民統合とコミュナル・ハーモニーとアヨーディヤーに関する事項を所管する。

#### 第一治安局
様々なグループや過激派組織による反国家的、破壊的活動、テロリズムに対する政策及び運営上の課題、安全検査、軍統合情報局の監督、複合的対話プロセスの一環としてのテロリズムや薬物密売に関する内務次官レベルのパキスタンとの協議を含む、国内安全の法律と秩序を所管する。

#### 第二治安局
戦闘部隊と爆発物、刑事事件における司法共助の申請書、1980年国家安全保障法及びそれに基づく陳情、麻薬取締部の運営、テロリストやコミューン、ナクサライトによる暴力の犠牲者に対する中心的支援、議員特権の違反に関する事項を所管する。

#### ジャンムー・カシミール局
インド憲法370条に規定された事項並びにジャンムー・カシミール州及び同州のテロリズムに関する事項を所管する。また、ジャンムー・カシミール州のための政策も所管する。

#### 司法局
インド刑法、刑事訴訟法、調査委員会法（Commission of Inquiry Act）の立法を所管する。憲法に基づく大統領の同意が必要な州立法、独立前の支配者層に対する年金（political pension）、憲法72条に基づく赦免嘆願に関する事項も所管する。

#### 左翼過激派局
ナクサライトや毛沢東思想の左翼過激派の規制を所管する。

#### 北東局
反乱や過激派との協議に関する事項を含む、7姉妹州における国内治安と法令を所管する。

#### 第一警察局
インド警察職に関する幹部統制当局としての局であり、功労者や勇敢な行為等に対するPresidents' police Medalsも所管する。

#### 第二警察局
中央武装警察隊及び国境警備隊航空団についての政策、人事、運用（配備を含む）及び財政に関する事項を所管する。また、現役及び退役した中央武装警察隊員の福祉や、国連平和維持活動の配備に関する事項も所管する。

#### 警察近代化局
州警察の近代化、中央警察の近代化、警察改革、警察任務に関する全ての事項を所管する。

#### 政策企画局
国内治安の課題、対テロリズムにおける国際協調、国際条約、二国間共助条約等に関する政策策定を所管する。

#### 連邦直轄領局
デリーを含む連邦直轄領に関する全ての法律上、憲法上の事項を所管する。また、AGMUTの全インド行政職（IAS）、インド森林サービス職（IFS）、インド警察職（IPS）、DANICS、DANIPSの幹部統制当局でもある。さらに、連邦直轄領における犯罪と法と秩序の監督も所管している。

## 幹部

### 大臣
内務省の長は内務大臣であり、1人又は複数の閣外大臣及び大臣室を管理するために置かれた公務員に補佐される。

### 内務次官その他の幹部公務員
内務次官は、通常、全インド公務職（AIS）公務員である。内務省は、次官に加え、2008年から、インド警察職出身者を含む4人以上の次官と同格の公務員を設置している。
現在の内務次官はRajiv Gaubaである。
| Name                            | Designation                            |
| ------------------------------- | -------------------------------------- |
| Rajiv Gauba（IAS）              | 内務次官                               |
| Rina Mitra（IPS）               | 特別次官 (治安)                        |
| Bipin Bihari Mallick（IAS）     | 次官補 (災害管理)                      |
| B.R. Sharma（IAS）              | 次官補(国境管理)                       |
| Ravindra Panwa（IAS）           | 次官補兼財政顧問                       |
| Jaideep Govind（IAS）           | 次官補 (左翼過激派)                    |
| Praveen Kumar Srivastava（IAS） | 次官補 (連邦直轄領)                    |
| V.K. Choubey（ICAS）            | Principal Chief Controller of Accounts |
| Satpal Chouhan（IES）           | 上級経済顧問                           |

#### 中央武装警察隊及び国内情報機関
中央武装警察隊（CAPFs）、国家捜査局 (NIA)、情報局 (IB)の長は、内務次官に直接報告をし、内務次官は内務大臣に報告する。中央武装警察隊の長官は、特別次官（治安）や特別次官・次官補（国境管理）に対しても報告する。
|                            | Designation                  |
| -------------------------- | ---------------------------- |
| Rajiv Jain（IPS）          | 情報局長                     |
| Rajiv Rai Bhatnagar（IPS） | 中央武装警察隊長官           |
| K.K. Sharma（IPS）         | 国境警備隊長官               |
| Rajesh Ranjan（IPS）       | 中央武装警察隊長官           |
| Rajnikant Mishra（IPS）    | Sashastra Seema Bal長官      |
| R.K. Pachnanda（IPS）      | インド・チベット国境警察長官 |
| Sudeep Lakhtakia（IPS）    | 国家保安警備隊長官           |
| Y.C. Modi（IPS）           | 国家捜査局長                 |